# Piló del Peiró
El Piló del Peiró és una obra de Batea (Terra Alta) inclosa a l'Inventari del Patrimoni Arquitectònic de Catalunya.

## Descripció
És un peiró constituït per una pilastra que sustenta una petita capella, que consisteix en una fornícula dins la que hi ha una imatge de la Verge i el Nen. La pilastra és de secció quadrada, feta amb dues peces amb un basament motllurat. La part superior té una imposta també motllurada.
La fornícula de la capelleta té una volta amb petxina i a dins hi ha la imatge que ha estat col·locada allà fa poc. Li falta un reixat de protecció. Per damunt de l'anterior, apareix una altra imposta motllurada amb un oval i una data inscrita: "17...." (segle xviii). El coronament del conjunt està format per un cos de forma piramidal esglaonat amb motllures. Tot el conjunt és de pedra.

## Història
Aquest peiró se situa molt a prop de Batea, per sobre de la Vall Major, i a la vora de l'antic camí que seguint aquesta darrera duu fins al Matarranya i el riu Ebre. Des d'aquest surten també els accessos a Nonasp -l'actual carretera-, el de Favara i Pinyeres. Tots ells són vells camins amb referències documentals antigues.